# National Golf Links of America
National Golf Links of America är en prestigefylld golfbana i Long Beach, Southampton, New York. Banan, som har 18 hål, designades ursprungligen av Charles Blair Macdonald. 

## Hålens namn
- Hål nr 2 heter "Sahara"
- Hål nr 3 heter "Alps"
- Hål nr 4 heter "Redan"
- Hål nr 7 heter "St. Andrews"
- Hål nr 8 heter "Bottle"
- Hål nr 13 heter "Eden"